# مارکوس تسیمرمان
مارکوس تسیمرمان (انگلیسی: Markus Zimmermann؛ زادهٔ ۴ سپتامبر ۱۹۶۴) ورزشکار بابسلد اهل آلمان بود.